# Melicope feddei
Melicope feddei är en vinruteväxtart som först beskrevs av H. Lév., och fick sitt nu gällande namn av Thomas Gordon Hartley och Benjamin Clemens Masterman Stone. Melicope feddei ingår i släktet Melicope och familjen vinruteväxter. Inga underarter finns listade i Catalogue of Life.